# Irenosyrinx
Irenosyrinx là một chi ốc biển, là động vật thân mềm chân bụng sống ở biển trong họ Turridae.

## Các loài
Các loài thuộc chi Irenosyrinx bao gồm:
- Irenosyrinx hypomela (Dall, 1889)[2]

Các loài được đưa vào đồng nghĩa
- Irenosyrinx crebristriata Dall, 1908: đồng nghĩa của Aforia crebristriata (Dall, 1908)
- Irenosyrinx tenerrima [3]: đồng nghĩa của Irenosyrinx hypomela (Dall, 1889)